# Nguyễn Tức
Nguyễn Tức (sinh năm 1932), là một sĩ quan cấp cao trong Quân đội nhân dân Việt Nam, hàm Thiếu tướng, nguyên Trưởng Khoa Trinh sát Quân sự nước ngoài, Học viện Quân sự cấp cao.

## Thân thế và sự nghiệp
Ông sinh tại làng Phú Mại, xã Tư Mại, huyện Yên Dũng, tỉnh Bắc Giang. Làng Phú Mại quê ông nằm trên dải đất ven đê sông Cầu, cách dòng Lục Đầu Giang và đến Kiếp Bạc không xa, bên kia sông là làng gốm Phù Lãng, Bắc Ninh, nổi tiếng. 
Năm 1947, ông gia nhập đội du kích bảo vệ làng, xã, và được kết nạp vào Đảng năm 1949 khi mới 17 tuổi.
Năm 1952, ông nhập ngũ, rồi được biên chế vào tiểu đoàn pháo lựu pháo 105 ly sang thành phố Liễu Châu, Trung Quốc, tập huấn.
Đầu năm 1954, ông cùng tiểu đoàn về nước tham gia Chiến dịch Điện Biên Phủ. 
Sau Hiệp định Genève, ông được cử đi học tại Trường Sĩ quan Lục quân và tốt nghiệp vào tháng 8 năm 1958.
Đầu năm 1962, sau khi kết thúc khóa huấn luyện quân báo, ông lên đường vào Nam chiến đấu, gắn bó hơn 10 năm với Chiến trường B3 (Tây Nguyên) trên cương vị chỉ huy trinh sát của Chiến trường, tham gia đầy đủ các trận đánh lớn ở đây. Ông tham gia Chiến dịch Tây Nguyên, rồi trong đội hình Quân đoàn 3 tiến vào giải phóng Sài Gòn – Gia Định (thành phố Hồ Chí Minh ngày nay), tham gia bảo vệ Biên giới Tây Nam rồi phía Bắc. 
Cuối năm 1982, sau khi kết thúc khóa học về lý luận, nghệ thuật quân sự, công tác tham mưu chỉ huy, ông được giữ lại làm giảng viên tại Học viện Quân sự cấp cao.
Năm 1984, ông được bổ nhiệm làm Trưởng Bộ môn Trinh sát thuộc Khoa Trinh sát – Quân sự nước ngoài, Học viện Quân sự cấp cao.
Năm 1987, ông được bổ nhiệm làm Phó khoa Trinh sát – Quân sự nước ngoài, Học viện Quân sự cấp cao.
Năm 1993, ông được bổ nhiệm làm Trưởng khoa Trinh sát – Quân sự nước ngoài, Học viện Quân sự cấp cao.
Năm 2000, ông nghỉ hưu.
Đại tá (1983), Thiếu tướng (1994).

## Khen thưởng
Huân chương Độc lập hạng Ba
Huân chương Quân công hạng Ba
Huân chương Kháng chiến chống Pháp hạng Nhất
Huân chương Kháng chiến chống Mỹ hạng Nhất
Huân chương Chiến sĩ vẻ vang (Nhất, Nhì, Ba)
Huy hiệu 60 năm tuổi Đảng
Huân chương Ít-xa-la do Nhà nước Cộng hòa Dân chủ Nhân dân Lào trao tặng